# Hispanos y latinos en Nueva York
Los neoyorquinos hispanos y latinos son residentes del estado de Nueva York de ascendencia hispana o latina. En 2013, los hispanos y latinos de cualquier raza representaban el 18,4 % de la población del estado. La población hispana y latina es especialmente numerosa en la ciudad de Nueva York, donde los 2,49 millones de hispanos (según la definición del censo de Estados Unidos) constituyen el 28,3 % de la población de la ciudad, el segundo grupo de población más numeroso, solo superado por los blancos no hispanos, con un 30,9,%.

## Historia
La primera presencia hispana en Nueva York pudo ser la de las tropas del explorador portugués Estêvão Gomes, al servicio de la Corona de Castilla. Es posible que en 1524 Gomes entrara en el puerto de Nueva York y avistara el río Hudson. El primer hispano que emigró a la actual Nueva York fue el dominicano Juan Rodríguez. Formaba parte de la tripulación del navío holandés Jonge Tobias, que llegó a Nueva York en 1613, y vivió allí durante un tiempo, siendo el primer no nativo americano que residió en la región. Otro de los primeros colonos con raíces hispanas y moriscas, además de holandesas, fue Anthony Janszoon van Salee.
La migración puertorriqueña a Nueva York comenzó en el siglo XIX y se convirtió en el mayor grupo hispano que emigró al estado. Esta migración aumentó en 1917 con la promulgación de la Ley Jones-Shafroth, que concedía la ciudadanía estadounidense a todos los puertorriqueños, y especialmente en las décadas de 1940 y 1950.

## Hispanos o latinos por origen nacional
| Ascendencia por origen | Número    | % |
| ---------------------- | --------- | - |
| Puertorriqueños        | 1,078,084 |   |
| Dominicanos            | 851,630   |   |
| Mexicanos              | 464,480   |   |
| Ecuatorianos           | 271,016   |   |
| Salvadoreños           | 178,792   |   |
| Colombianos            | 164,584   |   |

## Por región
El distrito neoyorquino de El Bronx es mayoritariamente hispano. El primer presidente hispano del Bronx fue Herman Badillo en la década de 1960.
La ciudad de Haverstraw es la más hispana o latina de Nueva York, con un 67% de la población que se identifica como hispana o latina.